# C/1790 H1 Herschel
La cometa C/1790 H1 Herschel è una cometa non periodica scoperta da Caroline Lucretia Herschel. La cometa fu visibile ad occhio nudo.